# 蓬巴什
蓬巴什是西非島國佛得角的城市，也是保爾縣的首府，位於該國西北部聖安唐島東北部，主要經濟活動有農業和漁業，農產品有香蕉和鳳梨，2005年人口1,818。